# Bisdom Ełk

kerkprovincie Warmia:
33. Aartsbisdom Warmia
34. Bisdom Elbląg
35. Bisdom Ełk

Het bisdom Ełk (Latijn: Dioecesis Liccanensis, Pools: Diecezja Ełcka) is een in Polen gelegen rooms-katholiek bisdom met zetel in de stad Ełk. Het bisdom behoort tot de kerkprovincie Warmia, en is samen met het bisdom Elbląg suffragaan aan het aartsbisdom Warmia.

## Geschiedenis
- 25 maart 1992: Opgericht als bisdom Ełk uit delen van het bisdom Łomża, en aartsbisdom Warmia

## Bisschoppen van Ełk
- 1992-2000 Wojciech Ziemba
- 2000-2003 Edward Eugeniusz Samsel
- 2003-heden Jerzy Mazur

### Hulpbisschoppen in Ełk
- 1992-2000 Edward Eugeniusz Samsel
- 2005-heden Romuald Kamiński

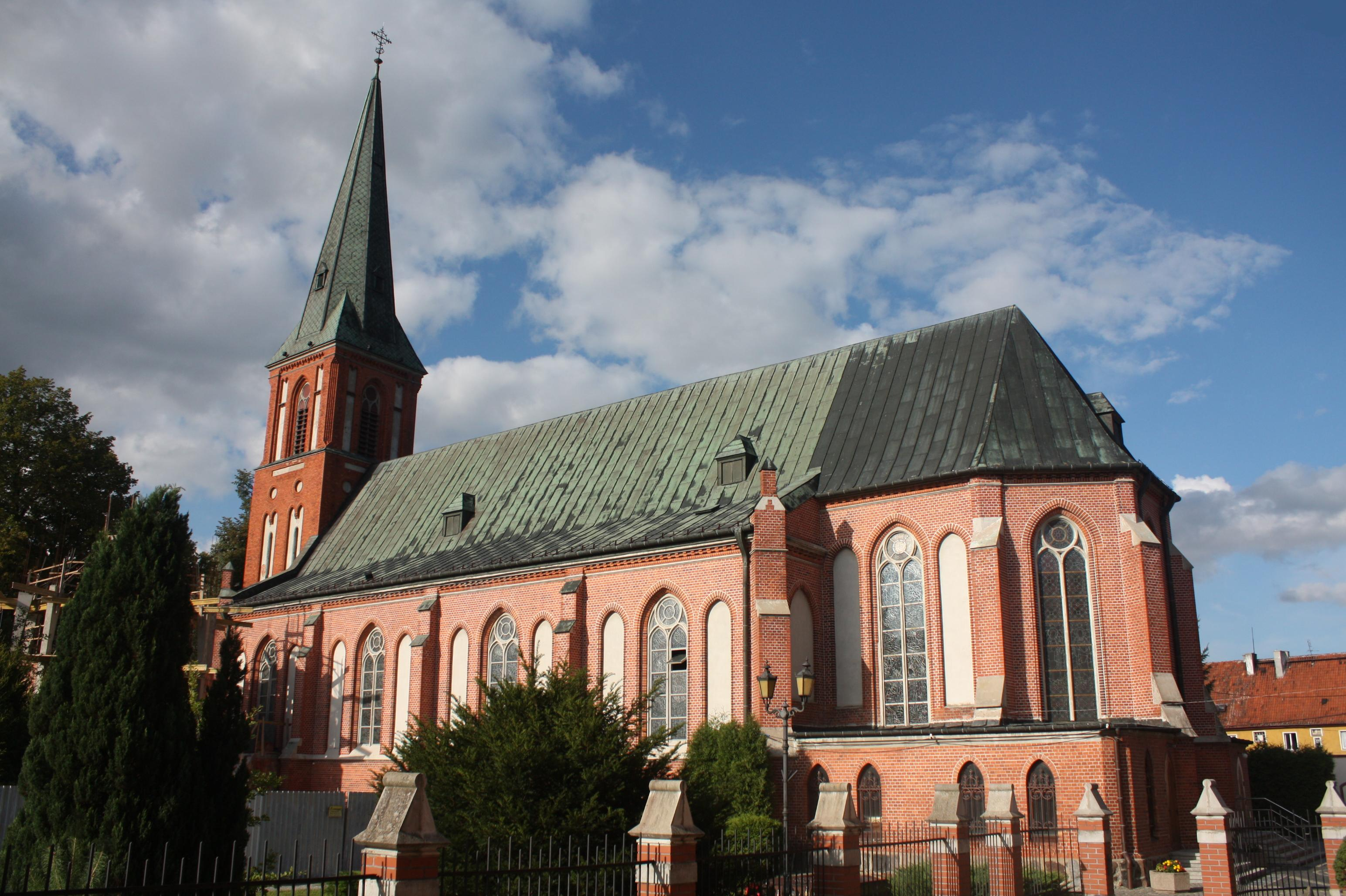
Kathedraal van Ełk
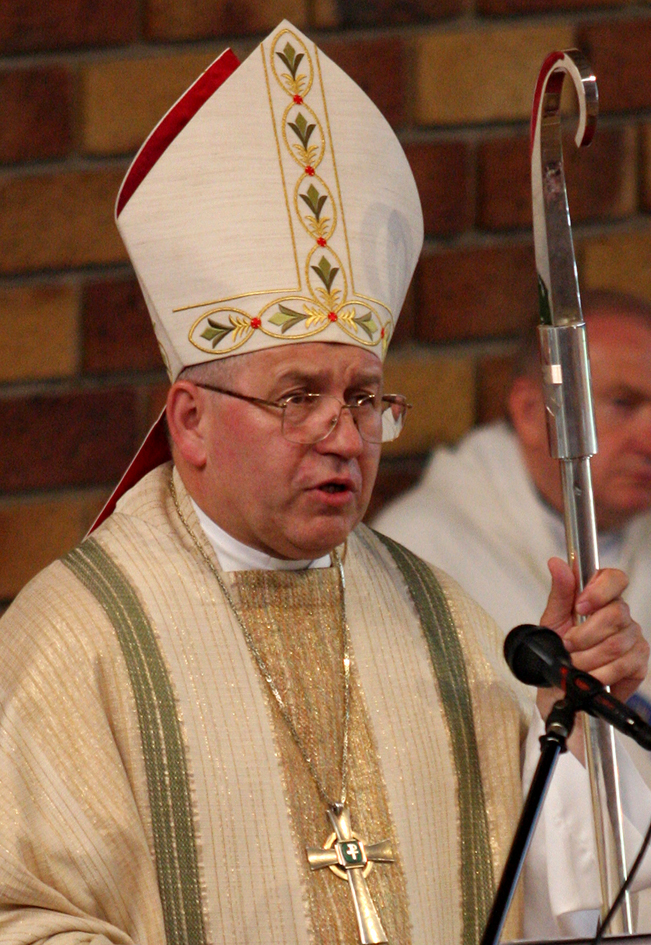
Bisschop Jerzy Mazur